# Time Tracking primaERP
Time Tracking primaTime je cloudová aplikace pro sledování času stráveného na úkolech, projektech, nebo klientech. Aplikaci vyvinula česká společnost ABRA Software a.s. a distribuuje ji do celého světa.
Aplikace primaTime patří do široké kategorie time tracking software. Umožňuje zaznamenávat čas a náklady s ním spojené. Byla navržena pro profese, které účtují dle hodinové sazby, např. programátoři, designeři, překladatelé a právníci. Umožňuje vytvářet výkazy práce, účty a nastavovat hodinové sazby.
primaTime se skládá ze tří modulů: Time Tracking, Billing a Attendance. Aplikace generuje data, která mohou určit efektivitu využití času a nalézt neproduktivní činnosti. Různé typy výkazů a grafů umožňují sledovat výkonnost práce, pro zobrazení je možné vyfiltrovat důležité záznamy. Aplikaci je možné využívat jako nástroj pro time management.
Program umožňuje týmovou práci několika uživatelů v rámci jednoho účtu. Tuto funkci mohou využít projektoví manažeři jako nástroj pro kontrolu úkolů, které vykonávají jejich zaměstnanci.
Aplikace umožňuje import dat z Microsoft Outlook, iCal, Basecamp Classic a Google Calendar.  Prostřednictvím API je možné propojení s dalšími programy.
Time tracker existuje jako webová aplikace běžící v internetovém prohlížeči. Existuje také mobilní verze aplikace pro Android a iOS, která může pracovat i v offline režimu. Data jsou uložena na zabezpečeném serveru a synchronizace mezi webovou a mobilní aplikací probíhá v cloudu. 